# Ottavio Bottecchia
Ottavio Bottecchia (San Martino di Colle Umberto, 1 augustus 1894 – Gemona del Friuli, 14 juni 1927) was de eerste Italiaanse wielrenner die de Tour de France won. Met 34 gele truien staat Bottecchia bovendien op een gedeelde 9e plaats in het klassement van geletrui-dragers in de Tour.

## Biografie

### Beginjaren
Bottecchia werd geboren in een gezin van 9 kinderen en moest al vroeg gaan werken in de bouw. Dat leverde hem later de bijnaam "le maçon de Frioul" (de metselaar van Friuli) op. Tijdens de Eerste Wereldoorlog was hij scherpschutter in het Italiaanse leger. Tegen het eind van de oorlog werd hij gevangengenomen, maar hij slaagde erin om te ontsnappen.

### Wielerloopbaan
De sportieve carrière van Bottecchia startte na de oorlog, toen hij begon met profwielrennen. Zijn eerste succes boekte hij in 1923 in de Ronde van Italië, waarin hij vijfde werd. Deze prestatie leverde hem een contract op bij het gerenommeerde Franse rijwielmerk Automoto, dat ook de Fransman Henri Pélissier en diens broer Charles in dienst had. In hetzelfde jaar won hij een rit in de Tour de France en werd hij achter Henri Pélissier tweede in het eindklassement.

In 1924 startte hij, vanwege zijn klimmerstalenten, als een van de favorieten in de Tour de France. Hij won de eerste etappe en daarmee de gele trui, die hij gedurende het verdere verloop van de Ronde niet meer zou afstaan. Mede dankzij vier ritoverwinningen werd hij de eerste Italiaan die de Tour won.

Ook in 1925 won hij de Ronde, weer met vier ritoverwinningen. Zijn dominantie was echter niet zo groot als het jaar ervoor. Zo moest hij enkele dagen de gele trui laten aan de Belg Adelin Benoît. Toch was zijn voorsprong op de nummer 2 in het eindklassement 54' 20", terwijl die in 1924 ‘slechts’ 35' 36" bedroeg.

Het jaar daarop, 1926, moest Bottecchia ziek opgeven tijdens de bergetappe van Bayonne naar Luchon, die in een onweersbui gereden werd. Hij stond op dat moment 8e in het algemeen klassement.

Dat was zijn laatste deelname, en pas in 1938 zou Italië weer een Tourwinnaar hebben in de persoon van Gino Bartali.
Ondanks zijn successen werd Bottecchia in zijn thuisland nooit de gevierde renner. Zijn successen boekte hij in Frankrijk en "campionissimi" (kampioenen) als de sprintkoning Alfredo Binda en Costante Girardengo spraken meer tot de verbeelding dan de stille Bottecchia.

### Mysterieuze dood
In juni 1927 werd hij aan de kant van de weg gevonden met een ernstige schedelbasisfractuur. Zijn fiets had geen schade opgelopen en stond netjes tegen een boom. Hoewel Bottecchia snel naar het ziekenhuis kon worden gebracht, stierf hij enkele dagen later op 32-jarige leeftijd. Een boer bekende later, toen hij op sterven lag, dat hij een scherpe steen naar Bottecchia had gegooid, omdat hij de wielrenner had betrapt bij het stelen van druiven. Sceptici wijzen er echter op dat in juni de druiven nog niet rijp zijn en het ook voor een wielrenner niet aantrekkelijk is om onrijpe druiven te eten.

Een Italiaan, die naar New York was verhuisd, heeft eveneens opgebiecht dat hij de wielrenner zou gedood hebben, en dat in opdracht van de maffia.

Ten slotte vertelde de priester die Bottecchia in zijn laatste uren had bijgestaan in 1973 – ook weer op z’n sterfbed – dat Bottecchia gedood was door fascisten, die jaloers waren op zijn successen. Inderdaad stak hij zijn socialistische sympathieën niet onder stoelen of banken in het Italië van Mussolini, maar de fascisten zagen hem toch ook als zoon van het nieuwe Italië.

## Trivia
- Er bestaat nog steeds een Italiaans fietsmerk Bottecchia.

## Resultaten in voornaamste wedstrijden
| Jaar | Ronde van Italië | Ronde van Frankrijk | Ronde van Spanje |
| ---- | ---------------- | ------------------- | ---------------- |
| 1922 |                  |                     |                  |
| 1923 | 5e               | ↑ (1)               |                  |
| 1924 |                  | ↑ (4)               |                  |
| 1925 |                  | ↑ (4)               |                  |
| 1926 |                  | opgave              |                  |

| Jaar | Milaan-San Remo | Parijs-Roubaix | Ronde van Lombardije | Parijs-Tours |
| ---- | --------------- | -------------- | -------------------- | ------------ |
| 1922 |                 |                | 8e                   |              |
| 1923 | 9e              |                | 4e                   |              |
| 1924 | 5e              |                |                      | 8e           |
| 1925 |                 | 45e            |                      |              |
| 1926 |                 |                | 4e                   |              |

- Bibliothèque nationale de France: cb16997494c (data)
- Gemeinsame Normdatei: 131860879
- International Standard Name Identifier: 0000 0000 2457 4165
- Istituto Centrale per il Catalogo Unico: VIAV148492
- Virtual International Authority File: 25926883
- WorldCat: E39PBJqk8WycRHrjGHXxJXg7pP